# Ebu gogo
Los ebu gogo son criaturas humanoides que aparecen en la mitología de Flores, Indonesia. En la lengua nage de Flores central, ebu significa "abuela" y gogo significa "el que come cualquier cosa". Un equivalente en español sería algo así como "ancestro hambriento".

## Apariencia
Los nage de Flores describen a los Ebu Gogo como buenos caminantes y rápidos corredores de alrededor de 1,5 m de alto. Según se dice tienen narices anchas y planas, caras anchas con bocas grandes y cuerpos peludos. Las hembras tienen "largos pechos colgantes". Se cuenta que murmuran en lo que parece ser su propio lenguaje, y también son capaces de repetir lo que se les dice como si fueran loros.

## Apariencia en el folclore Nage
Las leyendas que hablaban del Ebu Gogo eran tradicionalmente atribuidas a monos, según la revista Nature.
Los nage creen que el Ebu Gogo estaba vivo en el tiempo en que llegaron los barcos comerciales portugueses en el siglo XVII, y algunos sostienen que sobrevivieron hasta el siglo XX, pero ahora ya no se lo ve. Se cree que fueron cazados hasta la extinción por los habitantes humanos de Flores. Creen que el exterminio, el cual culminó hace alrededor de siete generaciones, fue emprendido porque el Ebu Gogo robaba alimentos de los poblados humanos y secuestraba niños.
Un artículo del New Scientist (Vol. 186, Núm. 2504) da la siguiente consideración del folclore Flores que rodea el Ebu Gogo: Los Nage de Flores central cuentan que, en el siglo XVIII, los aldeanos engañaron al Ebu Gogo en aceptar regalos de fibra de palma para hacer ropa. Cuando el Ebu Gogo llevó la fibra a su cueva, los aldeanos lanzaron dentro un tizón para hacerla arder. La historia indica que todos los ocupantes de la cueva fueron asesinados, a excepción de quizás un par, que huyó al bosque más profundo, y cuyos descendientes pueden seguir vivos hoy en día.
Hay también leyendas sobre el Ebu Gogo secuestrando niños porque esperaba  aprender de ellos cómo cocinar. Los niños siempre fácilmente burlan al Ebu Gogo en los cuentos.

## Conexiones especulativas con el Homo floresiensis
El descubrimiento en Flores de los restos de un homínido que medía un metro de altura, el Homo floresiensis, que vivió hace aproximadamente 50 000 años, ha inspirado interpretaciones más literales de las historias del Ebu Gogo. El antropólogo Gregory Forth, profesor de antropología en la Universidad de Alberta, Canadá, ha declarado que los mitos de "hombres salvajes" prevalecen en el sureste de Asia y ha investigado sus raíces lingüísticas y rituales, especulando con que el H. floresiensis puede ser evidencia de que las leyendas del Ebu Gogo y criaturas similares como el Orang Pendek en Sumatra podrían tener cierta base real.